# Stacionární náhodný proces
Stacionární náhodný proces (neboli stochastický proces vykazující stacionaritu) je náhodný proces, jehož všechny nebo některé statistické vlastnosti jsou nezávislé na čase. Požadujeme-li, aby všechny vlastnosti náhodného procesu nezávisely na čase, hovoříme o silně stacionárním procesu čili silné stacionaritě, též o striktně stacionárním procesu. Formálně lze silnou stacionaritu vyjádřit požadavkem
{\displaystyle F_{X}(x_{t_{1}+\tau },\ldots ,x_{t_{n}+\tau })=F_{X}(x_{t_{1}},\ldots ,x_{t_{n}})\quad {\text{pro každé }}\tau ,t_{1},\ldots ,t_{n}\in \mathbb {R} {\text{ a pro každé }}n\in \mathbb {N} ,}
kde {\displaystyle F_{X}(x_{t_{1}},\ldots ,x_{t_{n}})} je (kumulativní) distribuční funkce silně stacionárního procesu {\displaystyle X}.
Vedle silné stacionarity, kterou je u empiricky se vyskytujících náhodných procesů obtížné prakticky ověřit, se používají i slabší definice (slabá stacionarita), požadující časovou stabilitu jen některých vybraných statistických vlastností. Typickou volbou jsou střední hodnota, rozptyl a autokorelační, resp. autokovarianční funkce. Nejslabší prakticky používanou možností je stacionarita ve střední hodnotě, kdy požadujeme pouze to, aby střední hodnota procesu se neměnila v čase.